# Uncharted: Eye of Indra
Uncharted: Eye of Indra é uma motion comic produzida em conjunto por Neil Druckmann e o desenhista Tobin Nageotte. A série possui quatro episódios e foi lançada em 29 de outubro de 2009 e encerrada em 4 de dezembro de 2009. Servindo como uma prequela de Uncharted: Drake's Fortune, ela foi lançada originalmente em forma de download para o PlayStation 3 com seu primeiro episódio de graça até então. A minissérie foi mais tarde inclusa no pacote de Uncharted 2: Among Thieves (Game of The Year Edition) em 12 de outubro de 2010.

## Desenvolvimento
Neil Druckmann lead design de Uncharted 2 revelou que o segundo jogo da série teria uma prequela, mas que ela foi cortada e transformada em Eye of Indra. Ainda assim ela faz uso da trilha sonora e efeitos de som do jogo.

## Enredo
Nathan Drake querendo juntar dinheiro suficiente para sua exploração em busca do caixão de Sir Francis Drake, aceita a oferta de trabalho do maguinata criminoso, Daniel Pinkerton para encontrar o lendário tesouro "Eye of Indra" (Olho de Indra em tradução livre). 
Sentado em um bar local analisando suas pistas, Drake é hostilizado por alguns homens mas recebe ajuda da dona do bar, Rika. Eles se apresentam e rapidamente criam um vínculo. Com Rika o chamando para seu quarto que fica no próprio bar. Os dois passam a noite estudando as pistas da jóia e acabam descobrindo que o mesmo está escondido em um dos tesouros já obtido por Pinkerton esse tempo todo. Drake então decide se voltar contra seu empregador e roubá-lo para si. Depois de uma noitada juntos o quarto onde estavam descansando é invadido por homens desconhecidos que atacam Drake. O casal os enfrenta corajosamente mas acabam sendo contidos. Eddy Raja, um conhecido de longa de data Drake adentra o quarto e se surpreende ao ver o antigo colega, ficando ainda mais furioso que o estrangeiro que tinha ouvido falar era seu antigo parceiro. Confuso o ladrão pergunta como o encontrou. Ele diz que não o encontrou e olha para Rika. Ela se desculpa, e Eddy então o ameaça de morte por tudo o que já fez contra e por dormir com sua irmã. Drake fica ainda mais confuso por ouvir isso.
Rika consegue acalmar seu irmão então os três sentam para discutir os planos mesmo com os ânimos aflorados. Drake já conhecendo a língua solta de Eddy diz que aceita trabalhar com ele mas só se for naquele dia porque a cidade toda já estaria sabendo. Mas com duas condições, que Eddy não traga seu exército e que faça tudo o que ele mandar. Nervoso ele confronta Nathan que não demonstra se importar então Rika briga com seu irmão e o convence. Eddy sai nervoso do recinto com Rika perguntando o que Nate tinha feito a ele para deixá-lo com tando ódio que responde que em um trabalho havia descoberto que Eddy queria passá-lo a perna então ele passou primeiro que o parceiro.
À noite o trio se une do do lado de fora da mansão de Pinkerton. Eddy já havia instalado C4 em locais específicos como Drake havia dito. Eles adentram o domicílio do maguinata deixando Rika para trás para protegê-la. Tudo ocorre como os conformes. Eles conseguem chamar atenção dos capangas para um local diferente enquanto invadem o casarão, em pouco tempo enfrentando pessoalmente alguns deles mas conseguem chegar à sala do cofre. Eddy coloca um explosivo no cofre mas ele não funciona, Drake pede para colocar outro e seu parceiro retruca dizendo que não tem mais para que Drake o arrombe de qualquer jeito. Eles então são cercados e estão com pouca munição. Drake tem uma ideia e contata Rika pelo rádio. Diz para ela que eles serão pegos por Pinkerton, que ele os torturará para conseguir obter a resposta que quer, e que deve deixar que os capangas de Pinkerton a prendam. Nate esconde um revólver em um canto específico para que ela use quando a trouxerem.

Rika e Pinkerton.

Nathan e Eddy então são contidos e passam por uma sessão de tortura nas mão do próprio Pinkerton, Eddy acaba desmaiando mas Nathan continua lúcido. Tempos depois Eddy convalesce e acaba entregando que eles não eram os únicos. Nate o repreende e Daniel os pergunta se estão falando de uma garota. Ele então manda que lhe traguem ela. Com Rika contida, Pinkerton ameaça de machucá-la se não contarem onde está o Eye of Indra. Drake então diz que está dentro do "Path of Indra". Irritado e desacreditado Daniel quebra o artefato e fica vislumbrado quando descobre que era verdade. Rika aproveita o momento e se solta pegando o revólver que Nate havia escondido e mata os demais capangas acertando Pinkerton também mas sem o matar. O mesmo ameaça perseguir os três e matá-los, mas Rika o mata deixando os seus parceiros perplexos.
Depois de tudo resolvido eles se organizam para partir, mas Rika aponta sua arma para Drake dizendo que não. Eddy fica orgulhoso pela atitude da irmã mas ela também o ameaça e parte sozinha. Nathan fica desconsolado em um bar praiano tomando um sermão de Sully por ter acreditado em um Raja, seu mentor o questiona o que fará agora. Nathan aponta para a televisão mostrando a repórter Elena Fisher em seu programa e diz que já tem tudo preparado.

## Curiosidades
A minissérie tinha duas propagandas da Toyota feitas pela ThirtySevenClick que eram apresentadas durante os episódios. Essas propagandas renderam ao curta o ADDY de bronze da San Diego Ad Club Awards.

Os artefatos de Indra em Uncharted 4.

Rika e Pinkerton se tornaram jogáveis no multiplayer de Uncharted 2: Among Thieves (Game of The Year Edition) mas nunca foram considerados para Uncharted 3: Drake's Deception e a Naughty Dog não deu nenhuma palavra a respeito deles no quarto jogo.
O multiplayer Uncharted 4: A Thief's End tem duas habilidades místicas baseadas em Eye of Indra, Eternity of Indra e Path of Indra. A primeira reduz a velocidade de locomoção dos inimigos e a segunda teletransporta o jogador até o parceiro de sua escolha.